# Jean Lucienbonnet
Jean Bonnet (7 de janeiro de 1923 — 19 de agosto de 1962) foi um automobilista francês que participou do GP de Mônaco de 1959 de Fórmula 1, mas não se qualificou.
Faleceu vítima de acidente enquanto disputava uma prova na Sicília.